# Judo en los Juegos Parapanamericanos
El Judo se introdujo por primera vez en los Juegos Parapanamericanos de Rio 2007.

## Ediciones
| Edición | Año  | Sede             | País      | Ganador Medallero |
| ------- | ---- | ---------------- | --------- | ----------------- |
|         | 1999 | Ciudad de México | México    | No disputado      |
|         | 2003 | Mar del Plata    | Argentina | No disputado      |
| I       | 2007 | Rio de Janeiro   | Brasil    | Cuba (CUB)        |
| II      | 2011 | Guadalajara      | México    | Cuba (CUB)        |
| III     | 2015 | Toronto          | Canadá    | Brasil (BRA)      |
| IV      | 2019 | Lima             | Perú      | Brasil (BRA)      |
| V       | 2023 | Santiago         | Chile     | Brasil (BRA)      |

## Medallero
Actualizado a Santiago 2023
| Núm. | País                 | Oro | Plata | Bronce | Total |
| ---- | -------------------- | --- | ----- | ------ | ----- |
| 1    | Brasil (BRA)         | 17  | 15    | 16     | 48    |
| 2    | Cuba (CUB)           | 14  | 10    | 7      | 31    |
| 3    | México (MEX)         | 8   | 2     | 2      | 12    |
| 4    | Argentina (ARG)      | 4   | 6     | 11     | 21    |
| 5    | Uruguay (URU)        | 2   | 1     | 1      | 5     |
| 6    | Estados Unidos (USA) | 1   | 6     | 13     | 20    |
| 7    | Venezuela (VEN)      | 1   | 3     | 10     | 14    |
| 8    | Colombia (COL)       | 1   | 2     | 3      | 6     |
| 9    | Canadá (CAN)         | 0   | 2     | 4      | 6     |
| 10   | Puerto Rico (PUR)    | 0   | 1     | 1      | 2     |
| 11   | Jamaica (JAM)        | 0   | 0     | 1      | 1     |
| 11   | Perú (PER)           | 0   | 0     | 1      | 1     |
|      | Total                | 48  | 48    | 70     | 166   |